# 룡동역
룡동역(龍洞驛)은 조선민주주의인민공화국 함경북도 명간군 룡동리에 위치한 평라선의 철도역이다.

## 연혁
- 1927년 6월 10일: 영업 개시[1]